# Camila Alves
Camila Alves McConaughey (Itambacuri, 28 de janeiro de 1982) é uma modelo e apresentadora de televisão brasileira-americana.

## Biografia
Nascida em Itambacuri, Minas Gerais, em uma família de classe média, sua mãe é artista e designer (de Governador Valadares) e o pai agricultor (de Itambacuri); cresceu em Belo Horizonte e tem um irmão mais velho. Chegou a Los Angeles quando tinha 15 anos para visitar uma tia e acabou ficando. Após trabalhar por quatro anos como faxineira e garçonete, ela se tornou fluente em inglês e decidiu se estabelecer nos Estados Unidos.
Aos 19 anos mudou-se para Nova York para seguir a carreira de modelo. Camila Alves e sua mãe criaram a linha de bolsas Muxo após três anos de experimentos com estilos e designs.
Desde fevereiro de 2010, ela apresenta o programa Shear Genius, do canal americano Bravo. Essa atração é uma disputa de cabeleireiros e é exibida no Brasil pelo canal Liv.

## Vida pessoal

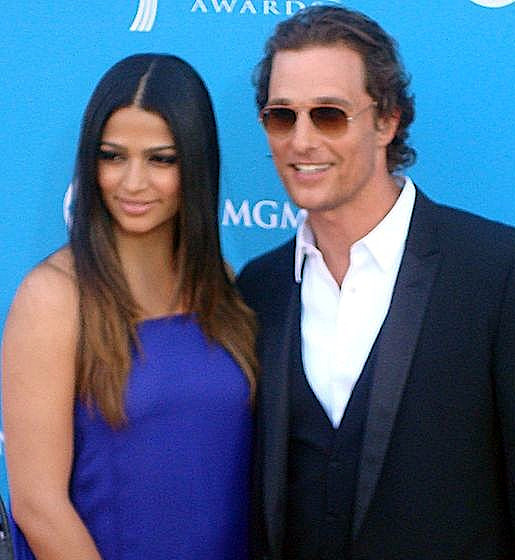
Camila Alves e Matthew McConaughey

Em 05 de Agosto de 2015 se tornou oficialmente uma cidadã americana.
Conheceu o ator norte-americano Matthew McConaughey em 2006, com quem se casou e teve três filhos: Levi, nascido no dia 7 de julho de 2008, em Los Angeles, Vida, nascida no dia 3 de janeiro de 2010 e Livingston, nascido em Austin, Texas, em 28 de dezembro de 2012.